# Runarsko
Runarsko je naselje u slovenskoj Općini Bloki. Runarsko se nalazi u pokrajini Notranjskoj i statističkoj regiji Notranjsko-kraškoj. 

## Stanovništvo
Prema popisu stanovništva iz 2002. godine naselje je imalo 67 stanovnika.